# Aufklärungsschiff

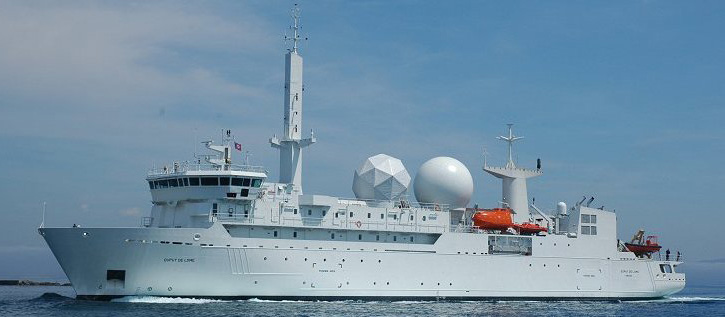
Französisches Aufklärungsschiff Dupuy de Lôme

Ein Aufklärungsschiff ist ein Kriegsschiff, das der Aufklärung von Flottenbewegungen, Kommunikation und Operationen fremder Streitkräfte dient. Die Schiffe sammeln im Seeraum offen empfängliche Daten. Insofern ist die Bezeichnung Spionageschiff falsch.

## Aufgaben
Bis zur Zeit des Zweiten Weltkriegs wurden zur Aufklärung insbesondere im Umfeld von Kampfhandlungen besonders geeignete Kampfschiffe wie Segelfregatten und Kreuzer eingesetzt. Sie wurden später durch Flugzeuge ergänzt. Mit der Entwicklung elektronischer Aufklärungsmittel entstand ein eigener Schiffstyp, der nicht mehr für Kampfaufgaben vorgesehen war.
In modernen Kriegsflotten dienen diese Aufklärungsschiffe zur Beobachtung von Militärmanövern anderer Streitkräfte, zur Überwachung und Begleitung fremder Kriegsschiffe in der Nähe der Hoheitsgewässer und zur Erkundung von Beobachtungsanlagen, Bewaffnung, Ausrüstung, Schnelligkeit, Reaktionsfähigkeit und Schallsignaturen gegnerischer Seeeinheiten. Außerdem werden fremde Streitkräfte insgesamt beobachtet, unter anderem mit Bezug auf ihre Stärke, ihre Gliederung, ihre Dislozierung und ihr Normverhalten im elektromagnetischen Spektrum.

## Schiffe
Aufklärungsschiffe werden von diversen Marinen betrieben. Dazu gehören neben den hier aufgeführten Staaten die Polnische Marine, die finnischen Seestreitkräfte, die Schwedische Marine, die japanischen Meeresselbstverteidigungsstreitkräfte und die Türkische Marine.

### Deutschland

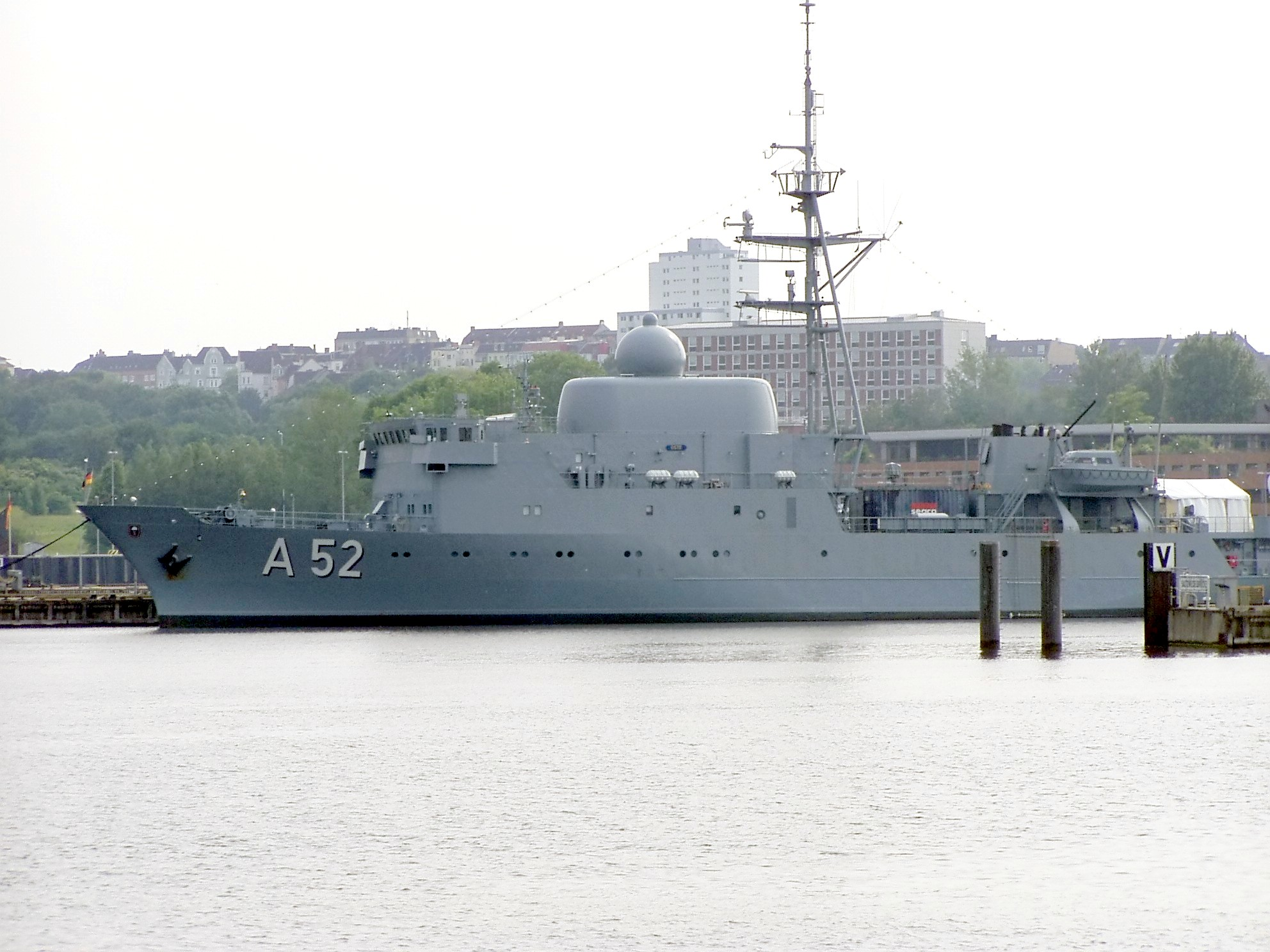
Deutsches Aufklärungsschiff (Flottendienstboot) Oste

Die Bundesmarine setzte bereits kurz nach ihrer Gründung 1956 sogenannte Messboote zur elektronischen Aufklärung ein. Während des Kalten Krieges hatten diese später als Flottendienstboote bezeichneten Boote der Oste-Klasse (Alster (A 50), Oker (A 53) und Oste (A 52), und ihrer Vorgänger Eider und Trave) die Seestreitkräfte des Warschauer Paktes im Ostseeraum optisch und elektronisch aufzuklären. Insbesondere interessierte sich die Marine für die Baltische Rotbannerflotte. Zur elektronischen Aufklärung gehörte neben dem Abhören des Funkverkehrs die Messung der elektromagnetischen Signaturen von Radargeräten. Dadurch war teilweise die Identifikation bestimmter Einheiten möglich. Die optische Aufklärung bestand in Film- und Fotoaufnahmen der gesichteten Schiffe, wobei besonders deren Antennenanlagen von Interesse waren. Aufgrund ihrer Funktion als Aufklärer sind Flottendienstboote meist als Einzelfahrer mit langer Seeausdauer im Einsatz.
Die Deutsche Marine betrieb 2006 drei Aufklärungsschiffe. Die Boote Oker, Oste und Alster waren in Eckernförde stationiert. Die gewonnenen Informationen werden direkt dem Kommando Strategische Aufklärung nahe Bonn übermittelt. Im offiziellen Sprachgebrauch heißt es „Zu den Aufgaben der Flottendienstboote zählen die Sicherheit und das Aufrechterhalten der Fernmeldeverbindungen sowie die fernmelde-elektronische Aufklärung.“

### Frankreich

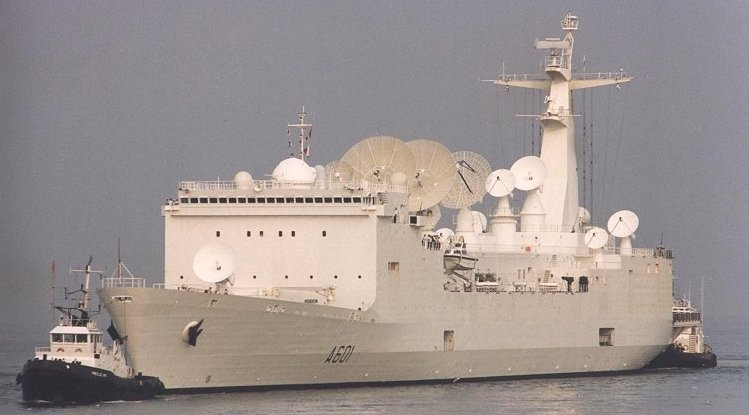
Das französische Aufklärungsschiff Monge, spezialisiert auf SIGINT, bei der Einfahrt in den Hafen von Le Havre (1999)

Die Französische Marine verfügt über das Aufklärungsschiff Monge, das außerdem als Führungsschiff für Raketen- und Raketenabwehr eingesetzt werden kann. Das Schiff ist ein Teil des Französischen Atomraketenprogramms. 1992 in Dienst gestellt, ist sie das Flaggschiff des Versuchsgeschwaders (escadre d'essais). Es wird neben der militärischen Aufklärung (Signals Intelligence) von der Französischen Weltraumagentur zu Forschungszwecken verwendet. Auf dem Schiff dienen eine 120-köpfige Stammbesatzung und 100 zivile und militärische Techniker.
Die Monge ist zwar nur eines von mehreren „Telekommunikationsschiffen“ weltweit, jedoch verfügt weder das russische noch das amerikanische Militär über ein Schiff mit einem äquivalenten Leistungsspektrum. Das Schiff verfügt über DRBV 15C Luftraumüberwachungs- und zwei Navigationsradars. Seine Überwachungsausrüstung besteht aus einem Stratus Gascogne, zwei Armor-Radarsysteme, zwei Savoie and Antares missile-tracking Radar, einem Laser-Radar, und einer optischen Verfolgungseinheit, sowie 14 Antennen für Telemetrie. Die Echtzeitkommunikation mit dem Heimatland wird über das SES-Sirius-System sichergestellt. Im Gegensatz zu den meisten militärischen Schiffen ist die Monge weiß gestrichen, da ein dunklerer grauer Anstrich zu weiterer Erwärmung im Inneren führen würde und die Funktionsweise der Geräte beeinträchtigen könnte.

### Norwegen
Der norwegische Nachrichtendienst betreibt seit den 1950er Jahren Aufklärungsschiffe mit dem Namen Marjata. Das Hauptaugenmerk liegt auf der Aufklärung der Aktivitäten der russischen Nordflotte in der Barentssee. Die Marjata (III) spielte eine wichtige Rolle beim Bekanntwerden der Kursk-Havarie im Jahr 2000. 2016 wurde mit der Marjata (IV) ein 160 Millionen Euro teures Fahrzeug in der Größe eines Hurtigrouten-Schiffes in Dienst gestellt. Das Schiff wurde mit Hilfe der US-Navy und der CIA ausgerüstet und soll die NATO-Ostgrenze sowie den atlantischen Teil der Arktis überwachen.

### Spanien
Spanien erwarb die Jasmund nach der Auflösung der Volksmarine der DDR im November 1992. Im Jahr 1993 wurde eine große Radarantenne sowie ein Radom montiert und das Schiff in Alerta (A-111) umbenannt. Die Alerta ersetzt das bis dahin verwendete Aufklärungsboot Alsedo. Die Alerta verfügt über das Saturn-Satellitenübertragungssystem.

### Sowjetunion und Russland

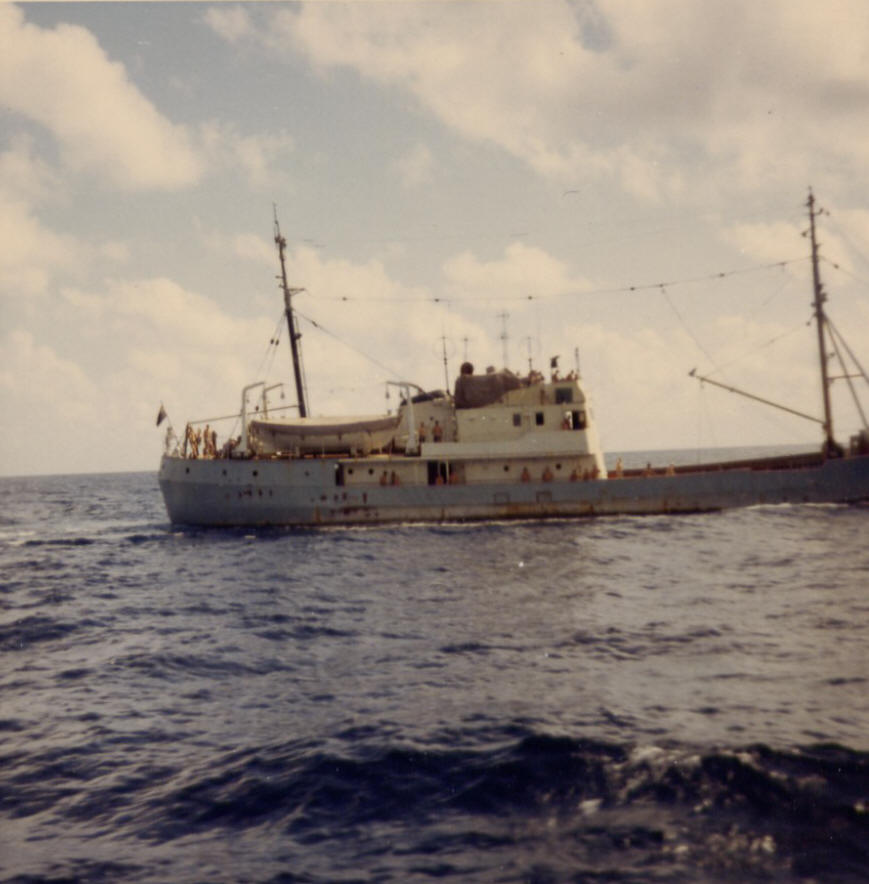
Der sowjetische Aufklärungstrawler Gidrofon

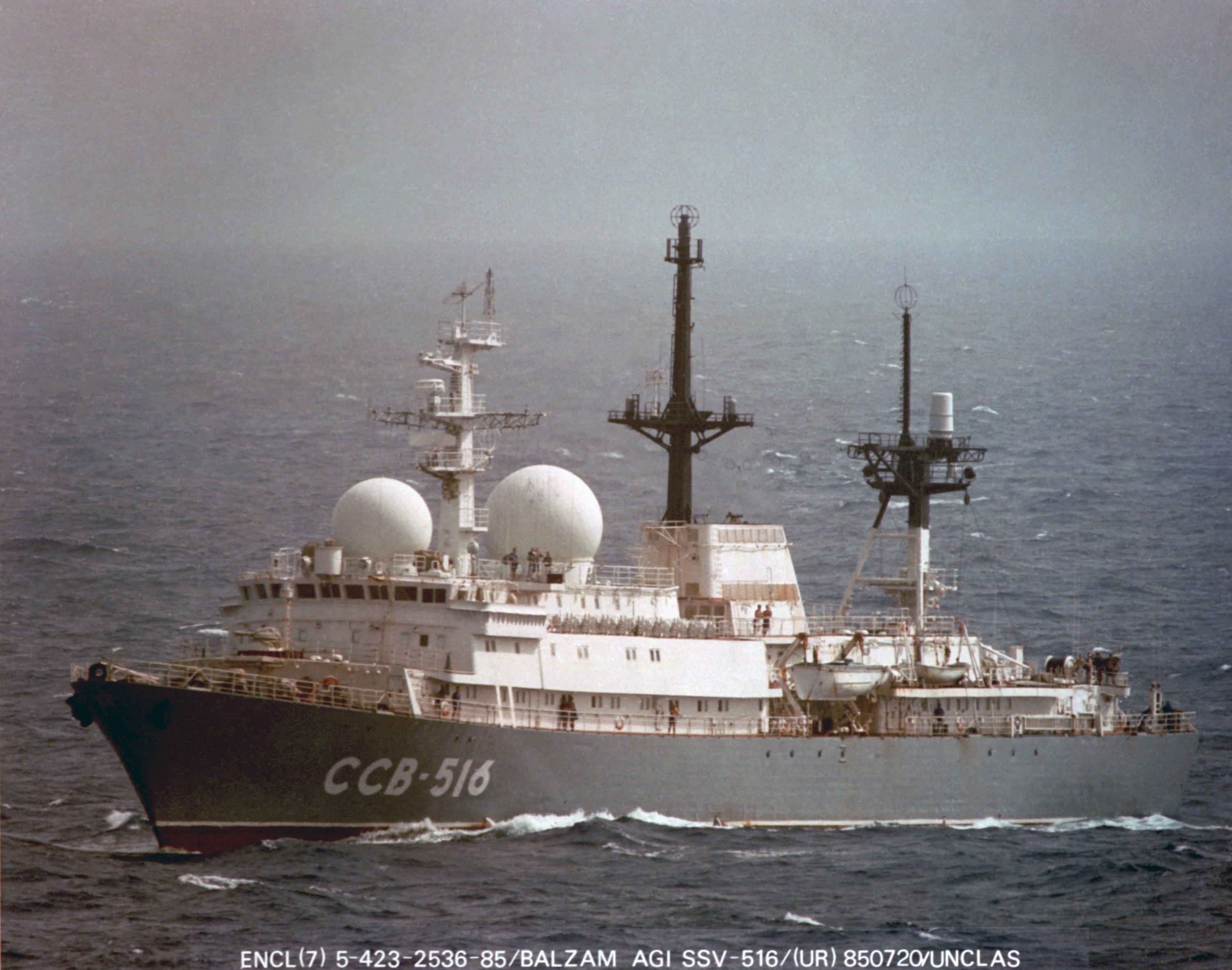
Sowjetisches Aufklärungsschiff der Balzam-Klasse

Die sowjetische Marine verfügte über mindestens zwei Aufklärungsschiffsklassen, nämlich das Projekt 864 (NATO-Codename: Vishnya-Klasse) und das Projekt 1826 (NATO-Codename: Balzam-Klasse). Beide Schiffsklassen finden heute noch Verwendung in der russischen Marine. Seit den 1980er-Jahren war bekannt, dass einige sowjetische Fischtrawler mit Aufklärungstechnik ausgestattet waren.

Seit mindestens 2004 baut Russland an einer neuen Schiffsklasse, die bis 2020 
 aus vier großen Aufklärungsschiffen bestehen soll. Als erstes ist seit 2015 die bereits 2004 auf Kiel gelegte Admiral Juri Iwanow aktiv. Das 95 Meter lange Schiff hat eine Reichweite von 8.000 Seemeilen und wird vornehmlich im Nordpolarmeer eingesetzt. An Bord befindet sich eine aus 120 Seeleuten, Aufklärungstechnikern und GRU-Mitarbeitern bestehende Besatzung.
Zweck der Admiral Juri Iwanow ist hauptsächlich die Überwachung von US-Schiffen, welche Teil des Aegis-Kampfsystems sind. Aegis ist die marine Komponente des amerikanischen Raketenabwehrschildes. Ziel der russischen Systeme ist es, Lücken im amerikanischen Schild zu erkennen und nutzbar zu machen. Die Daten werden an andere russische Waffenträger (U-Boote und Schiffe) weiter geleitet und sollen grundsätzlich Angriffe mit Interkontinentalraketen auf das amerikanische Festland möglich machen.

### Vereinigte Staaten von Amerika

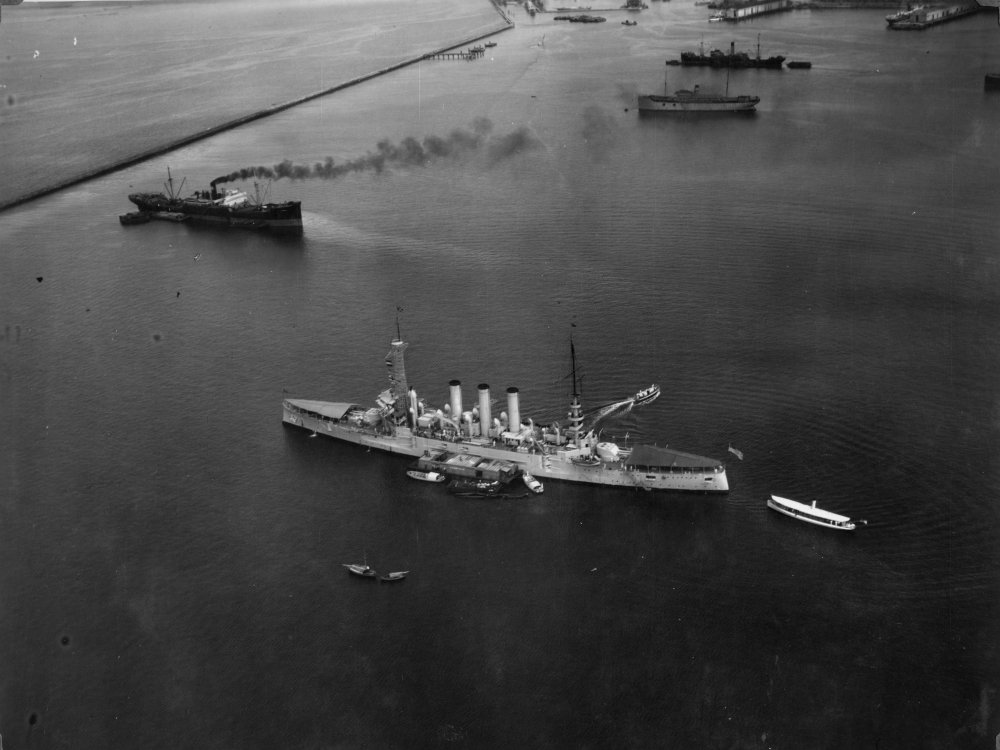
Die Pittsburgh in der Bucht von Manila

Die USA setzen schon früh Aufklärungsschiffe ein. Ab 1923 hörten Einheiten der United States Asiatic Fleet wie das Flaggschiff Pittsburgh den Funkverkehr der japanischen Kriegsmarine ab. Anfang Dezember 1941 wurde die private Yacht Lanikai von der US Navy gechartert und unter Leutnant Kemp Tolley (1908–2000) an die Küste des von Japanern besetzten Französisch-Indochinas zu Spionagezwecken entsandt.
Zu einem damals spektakulären Zwischenfall in Zeiten des Kalten Krieges kam es, als das Aufklärungsboot USS Pueblo (AGER-2) (Aufklärungsschiff der US-Marine) 1968 durch die nordkoreanische Marine aufgebracht wurde. Es befindet sich noch heute im Besitz Nordkoreas und ist damit das weltweit einzige Schiff der US-Marine, das sich in den Händen einer fremden Macht befindet.
Heute betreibt die US-Marine zwei Klassen von AGOS-Schiffen zur ozeanografischen Forschung und Sonar-Wachschiffe (T-AGOS). Dies sind die Schiffe AGOS 23 IMPECCABLE und T-AGOS 24 INTEGRITY aus der Impeccable-Klasse und die Schiffe T-AGOS 19 VICTORIOUS, T-AGOS 20 ABLE, T-AGOS 21 EFFECTIVE und T-AGOS 22 LOYAL aus der Victorious-Klasse. Dabei handelt es sich um als Katamaran ausgeführte Grosschiffe mit modernen Aufklärungsmitteln.
Daneben sind sieben Schiffe der Stalwart-Klasse im Einsatz, die als Radarwarnschiffe eingesetzt werden. AGOS steht für Auxiliary General Oceanic Surveillance und bezeichnet die Schiffe offiziell als ozeanographische Forschungsschiffe.